# Chiesa di San Mamiliano in Valli
La chiesa di San Mamiliano in Valli è un luogo di culto cattolico di Siena, situato in via Enea Silvio Piccolomini nel quartiere di Valli.

## Storia e descrizione
L'edificio fu abitato fino al 1263 dalle monache camaldolesi. Nel 1894 fu completamente ristrutturato in forme neogotiche; le pareti dell'interno furono ricoperte a fasce bianche e nere, eliminando gli altari sei-settecenteschi.
Biagio di Goro Ghezzi, allievo di Bartolo di Fredi, aveva affrescato nel 1363 le due grandi scene della Maestà, in parte scomparsa, e del San Cristoforo, entrambe racchiuse da una elegante cornice a motivi geometrici. A un secolo dopo appartiene invece la scena che chiude la parete a destra, l'Annunciazione e i santi Sebastiano e Ansano, di chiara ispirazione rinascimentale e in cui può forse scorgersi la mano di Andrea di Niccolò sullo scadere del Quattrocento.